# Philippe Martin (Politiker)
Philippe Martin (født 22. november 1953 i La Garenne-Colombes  ved Paris, Hauts-de-Seine, Île-de-France, Frankrig) er en tidligere fransk socialistisk politiker, der i 2017 tilsluttede sig Génération.s, der er et nyt venstreorienteret parti.

## Kampagnen for Benoît Hamon
Ved primærvalget i begyndelsen af 2017 støttede Philippe Martin, at Benoît Hamon blev Socialistpartiets kandidat til posten som Frankrigs præsident. Under selve valgkampen var han  Benoît Hamons energipolitiske ordfører («mission Énergies 2025»).
Den 1. juli 2017 meddelte Philippe Martin, at han støttede Benoît Hamons nye mere venstreorienterede bevægelse (Génération.s). I første omgang beholdt Philippe Martin dog sit medlemskab i Socialistpartiet.

## Minister og medlem af Nationalforsamlingen
I 2013 – 2014 var Philippe Martin minister for økologi, bæredygtig udvikling og energi i Jean-Marc Ayraults anden regering.
I  2002 – 2013 og 2014 – 2017 var Philippe Martin medlem af Nationalforsamlingen for Gers's første kreds. Fra 27. juni 2007 var han næstformand for Gruppen af socialister, radikale og borgere (Groupe socialiste, radical et citoyen (SRC)). Han havde ansvaret for bæredygtig udvikling og landbrug. Han var også medlems af Nationalforsamlingens finansudvalg.
I 2017 blev han formand for det franske agentur for biodiversitet.
I januar 2022. Pierreartin er kendt skyldig i "underslæb af offentlige midler" og idømt to års fængsel og til at tilbagebetale 238.000 euro til nationalforsamlingen, hans kone idømmes seks måneders betinget fængsel for "medvirken til og fortielse af underslæb af offentlige midler". ”.

## Regionspolitiker
Philippe Martin var formand for departementsrådet for Gers i 1998 – 2013, og han fik posten tilbage, da han gik af som minister 2014.